# Ovansjö en Gomaj (noordelijk deel)
Ovansjö en Gomaj (noordelijk deel) (Zweeds: Ovansjö och Gomaj (norra delen)) is een småort in de gemeente Sundsvall in het landschap Medelpad en de provincie Västernorrlands län in Zweden. Het småort heeft 94 inwoners (2005) en een oppervlakte van 43 hectare. Het småort bestaat uit de plaats Ovansjö en het noordelijk deel van de plaats Gomaj.